# Futbol'nyj Klub Dinamo Moskva 2011-2012
Questa voce raccoglie le informazioni riguardanti la Dinamo Mosca nelle competizioni ufficiali della stagione 2011-2012.

## Rosa
| N. |                                 | Ruolo | Calciatore            |
| -- | ------------------------------- | ----- | --------------------- |
| 1  | Russia (bandiera)               | P     | Anton Šunin           |
| 2  | Russia (bandiera)               | D     | Vladimir Kisenkov     |
| 3  | Russia (bandiera)               | D     | Boris Rotenberg       |
| 4  | Bielorussia (bandiera)          | D     | Ihar Šytaŭ            |
| 5  | Moldavia (bandiera)             | D     | Alexandru Epureanu    |
| 6  | Argentina (bandiera)            | D     | Leandro Fernández     |
| 7  | Russia (bandiera)               | C     | Andrej Karjaka        |
| 8  | Bosnia ed Erzegovina (bandiera) | C     | Zvjezdan Misimović    |
| 9  | Russia (bandiera)               | A     | Aleksandr Kokorin     |
| 10 | Ucraina (bandiera)              | A     | Andrij Voronin        |
| 11 | Ungheria (bandiera)             | C     | Balázs Dzsudzsák      |
| 12 | Bielorussia (bandiera)          | C     | Pavel Njachajčyk      |
| 13 | Russia (bandiera)               | D     | Vladimir Granat       |
| 14 | Russia (bandiera)               | C     | Artur Rimovič Jusupov |

| N. |                      | Ruolo | Calciatore        |
| -- | -------------------- | ----- | ----------------- |
| 16 | Russia (bandiera)    | P     | Evgenij Frolov    |
| 17 | Russia (bandiera)    | C     | Alan Gatagov      |
| 18 | Croazia (bandiera)   | C     | Tomislav Dujmović |
| 19 | Russia (bandiera)    | C     | Aleksandr Samedov |
| 21 | Russia (bandiera)    | C     | Igor' Semšov      |
| 22 | Germania (bandiera)  | A     | Kevin Kurányi     |
| 23 | Australia (bandiera) | C     | Luke Wilkshire    |
| 25 | Russia (bandiera)    | D     | Denis Kolodin     |
| 27 | Russia (bandiera)    | A     | Fëdor Smolov      |
| 32 | Serbia (bandiera)    | D     | Marko Lomić       |
| 33 | Russia (bandiera)    | D     | Vladimir Rykov    |
| 35 | Ecuador (bandiera)   | C     | Christian Noboa   |
| 41 | Russia (bandiera)    | C     | Aleksandr Sapeta  |
| 45 | Ucraina (bandiera)   | C     | Borys Taščy       |

## Risultati

### Prem'er-Liga

#### Stagione regolare
| Mosca 12 marzo 2011 1ª giornata | Lokomotiv Mosca | 3 – 2 referto | Dinamo Mosca | Stadio Lužniki |

| Chimki 19 marzo 2011 2ª giornata | Dinamo Mosca | 3 – 1 referto | Rostov | Arena Chimki |

| Nižnij Novgorod 2 aprile 2011 3ª giornata | Volga Nižnij Novgorod | 3 – 0 referto | Dinamo Mosca | Stadio Lokomotiv |

| Chimki 9 aprile 2011 4ª giornata | Dinamo Mosca | 1 – 0 referto | Kuban' | Arena Chimki |

| Groznyj 16 aprile 2011 5ª giornata | Terek Groznyj | 0 – 0 referto | Dinamo Mosca | Stadio Sultan Bilimkhanov |

| Chimki 25 aprile 2011 6ª giornata | Dinamo Mosca | 2 – 2 referto | Anži | Arena Chimki |

| Nal'čik 2 maggio 2011 7ª giornata | Spartak-Nal'čik | 2 – 3 referto | Dinamo Mosca | Respublikanskij stadion Spartak |

| Chimki 8 maggio 2011 8ª giornata | Dinamo Mosca | 2 – 2 referto | CSKA Mosca | Arena Chimki |

| Perm' 15 maggio 2011 9ª giornata | Amkar Perm' | 0 – 0 referto | Dinamo Mosca | Stadio Zvezda |

| Chimki 21 maggio 2011 10ª giornata | Dinamo Mosca | 1 – 0 referto | Kryl'ja Sovetov Samara | Arena Chimki |

| Krasnodar 29 maggio 2011 11ª giornata | Krasnodar | 0 – 1 referto | Dinamo Mosca | Stadio Kuban' |

| Chimki 10 giugno 2011 12ª giornata | Dinamo Mosca | 1 – 1 referto | Zenit San Pietroburgo | Arena Chimki |

| Kazan' 14 giugno 2011 13ª giornata | Rubin | 3 – 0 referto | Dinamo Mosca | Stadio Centrale di Kazan' |

| Chimki 18 giugno 2011 14ª giornata | Dinamo Mosca | 3 – 0 referto | Tom' Tomsk | Arena Chimki |

| Mosca 22 giugno 2011 15ª giornata | Spartak Mosca | 0 – 2 referto | Dinamo Mosca | Stadio Lužniki |

| Chimki 26 giugno 2011 16ª giornata | Dinamo Mosca | 4 – 1 referto | Lokomotiv Mosca | Arena Chimki |

| Rostov sul Don 24 luglio 2011 17ª giornata | Rostov | 0 – 2 referto | Dinamo Mosca | Stadio Olimp-2 |

| Chimki 31 luglio 2011 18ª giornata | Dinamo Mosca | 2 – 0 referto | Volga Nižnij Novgorod | Arena Chimki |

| Krasnodar 6 agosto 2011 19ª giornata | Kuban' | 3 – 1 referto | Dinamo Mosca | Stadio Kuban' |

| Chimki 13 agosto 2011 20ª giornata | Dinamo Mosca | 6 – 2 referto | Terek Groznyj | Arena Chimki |

| Machačkala 21 agosto 2011 21ª giornata | Anži | 2 – 1 referto | Dinamo Mosca | Stadio Dinamo |

| Chimki 28 agosto 2011 22ª giornata | Dinamo Mosca | 2 – 0 referto | Spartak-Nal'čik | Arena Chimki |

| Chimki 10 settembre 2011 23ª giornata | CSKA Mosca | 0 – 4 referto | Dinamo Mosca | Arena Chimki |

| Chimki 18 settembre 2011 24ª giornata | Dinamo Mosca | 3 – 0 referto | Amkar Perm' | Arena Chimki |

| Samara 25 settembre 2011 25ª giornata | Kryl'ja Sovetov Samara | 1 – 0 referto | Dinamo Mosca | Stadio Metallurg (Samara) |

| Chimki 1º ottobre 2011 26ª giornata | Dinamo Mosca | 2 – 1 referto | Krasnodar | Arena Chimki |

| San Pietroburgo 15 ottobre 2011 27ª giornata | Zenit San Pietroburgo | 0 – 0 referto | Dinamo Mosca | Stadio Petrovskij |

| Chimki 24 ottobre 2011 28ª giornata | Dinamo Mosca | 0 – 2 referto | Rubin | Arena Chimki |

| Tomsk 30 ottobre 2011 29ª giornata | Tom' Tomsk | 0 – 2 referto | Dinamo Mosca | Trud Stadium |

| Chimki 5 novembre 2011 30ª giornata | Dinamo Mosca | 1 – 1 referto | Spartak Mosca | Arena Chimki |

#### Poule campionato
| Chimki 20 novembre 2011 31ª giornata | Dinamo Mosca | 2 – 1 referto | Kuban' | Arena Chimki |

| Kazan' 26 novembre 2011 32ª giornata | Rubin | 2 – 0 referto | Dinamo Mosca | Stadio Centrale di Kazan' |

| Chimki 5 marzo 2012 33ª giornata | Dinamo Mosca | 0 – 1 referto | Anži | Arena Chimki |

| Mosca 9 marzo 2012 34ª giornata | CSKA Mosca | 1 – 1 referto | Dinamo Mosca | Stadio Lužniki |

| Chimki 16 marzo 2012 35ª giornata | Dinamo Mosca | 1 – 5 referto | Zenit San Pietroburgo | Arena Chimki |

| Chimki 25 marzo 2012 36ª giornata | Dinamo Mosca | 1 – 3 referto | Spartak Mosca | Arena Chimki |

| Mosca 1º aprile 2012 37ª giornata | Lokomotiv Mosca | 0 – 2 referto | Dinamo Mosca | Stadio Lužniki |

| Chimki 7 aprile 2012 38ª giornata | Dinamo Mosca | 1 – 1 referto | Rubin | Arena Chimki |

| Machačkala 15 aprile 2012 39ª giornata | Anži | 0 – 1 referto | Dinamo Mosca | Stadio Dinamo |

| Chimki 21 aprile 2012 40ª giornata | Dinamo Mosca | 1 – 0 referto | CSKA Mosca | Arena Chimki |

| San Pietroburgo 28 aprile 2012 41ª giornata | Zenit San Pietroburgo | 2 – 1 referto | Dinamo Mosca | Stadio Petrovskij |

| Mosca 2 maggio 2012 42ª giornata | Spartak Mosca | 1 – 1 referto | Dinamo Mosca | Stadio Lužniki |

| Chimki 6 maggio 2012 43ª giornata | Dinamo Mosca | 2 – 2 referto | Lokomotiv Mosca | Arena Chimki |

| Krasnodar 13 maggio 2012 44ª giornata | Kuban' | 1 – 1 referto | Dinamo Mosca | Stadio Kuban' |

### Kubok Rossii
| Saransk 17 luglio 2011 Sedicesimi di finale | Mordovija | 0 – 5 referto | Dinamo Mosca | Start Stadion |

| Chimki 21 settembre 2011 Ottavi di finale | Dinamo Mosca | 1 – 0 (d.t.s.) referto | Anži | Arena Chimki |

| Arbitro: | Aleksandr Yegorov |

|  |           |                      |
|  | Marcatori | 73’ (rig.) Misimović |

| Arbitro: | Maxim Layushkin |

|                                  |           |             |
| Misimović 73’ (rig.) Voronin 85’ | Marcatori | 19’ Karyaka |

| Arbitro: | Michail Vilkov |

|  |           |                 |
|  | Marcatori | 78’ R. Erëmenko |